# Usu (Stadt)

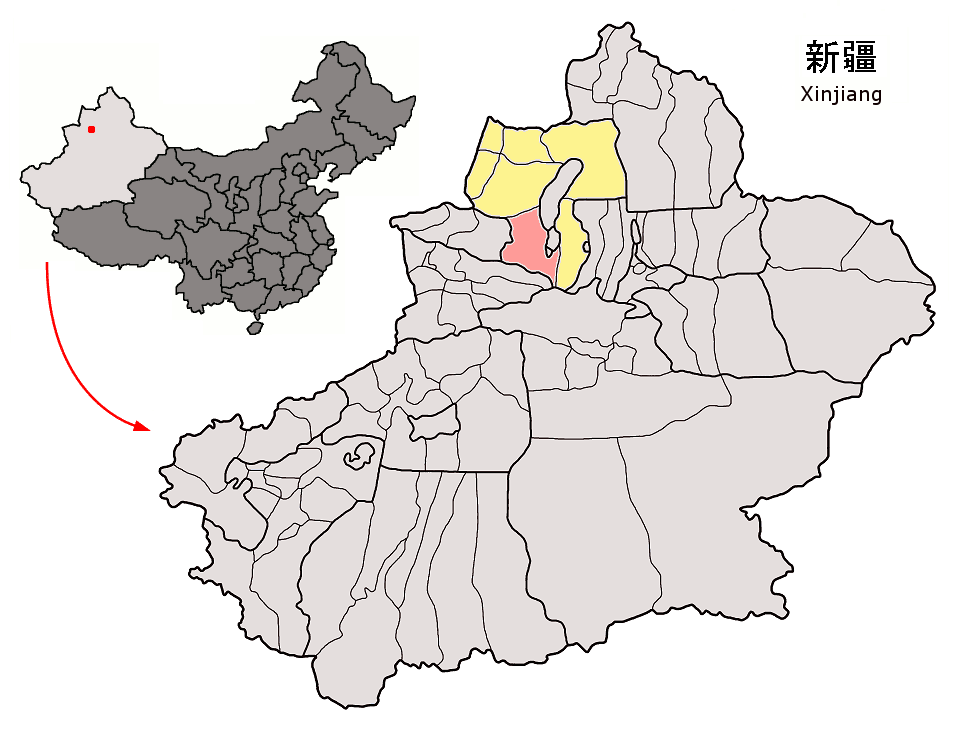
Lage der Stadt Usu (rosa) im Regierungsbezirk Tacheng (gelb)

Usu (chinesisch 乌苏市, Pinyin Wūsū Shì; uigurisch ۋۇسۇ شەھىرى Wusu Xəⱨiri, kasachisch شيحۋ قالاسى Şïxw Qalası) ist eine kreisfreie Stadt des Regierungsbezirks Tacheng, der zum Kasachischen Autonomen Bezirk Ili im Uigurischen Autonomen Gebiet Xinjiang der Volksrepublik China gehört. Sie hat eine Fläche von 14.393,94 Quadratkilometern und zählt 298.907 Einwohner (Stand: Zensus 2010).